# Булгаков, Павел Ильич
Павел Ильич Булгаков (1856—1940) — русский военачальник, генерал от артиллерии (1914). Герой Первой мировой войны.

## Биография

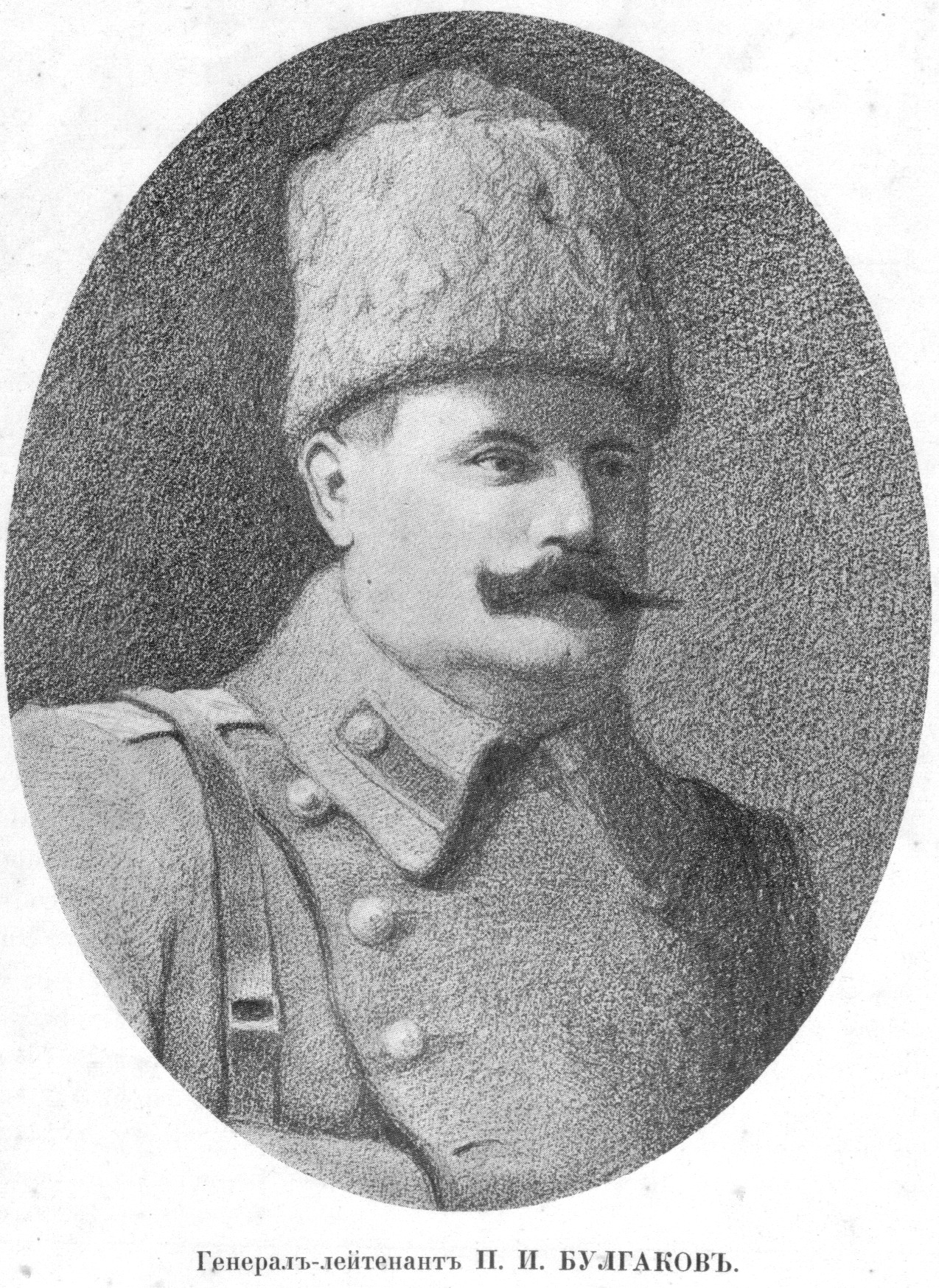
Генерал Булгаков в Первую мировую.

Православный. Из потомственных дворян Курской губернии.
Окончил 2-ю Санкт-Петербургскую военную гимназию (1872) и Михайловское артиллерийское училище (1875), откуда выпущен был подпоручиком в 11-ю артиллерийскую бригаду. В 1876 году был произведен в поручики, в 1878 году — в штабс-капитаны.
Участвовал в русско-турецкой войне 1877—1878 годов, за которую получил орден Св. Станислава 3-й степени с мечами и бантом. В 1882 году окончил Михайловскую артиллерийскую академию по 1-му разряду. 6 августа 1883 года переведен в лейб-гвардии 1-ю артиллерийскую бригаду штабс-капитаном. 1 апреля 1890 года произведен в капитаны. 12 марта 1895 года назначен командующим 2-й батареей лейб-гвардии 1-й артиллерийской бригады, а 2 апреля произведен в полковники на вакансию, с утверждением в должности. 13 октября 1898 года назначен командиром 2-го дивизиона лейб-гвардии 2-й артиллерийской бригады.
11 ноября 1902 года назначен командующим 2-й резервной артиллерийской бригадой, а 6 апреля 1903 года произведен в генерал-майоры за отличие по службе, с утверждением в должности. 15 июля 1907 года назначен исправляющим должность начальника начальника артиллерии 14-го армейского корпуса, а 30 июля произведен в генерал-лейтенанты за отличие по службе, с утверждением в должности. 28 июля 1910 года переименован в инспекторы артиллерии 14-го армейского корпуса.
12 октября 1911 года назначен начальником 25-й пехотной дивизии, с которой и вступил в Первую мировую войну. Во главе дивизии участвовал в походе в Восточную Пруссию. Удостоен ордена Св. Георгия 4-й степени
За то, что в бою 4 августа 1914 года, лично командуя войсками 25-й пехотной дивизии и находясь под сильным и действительным огнем, при упорном вначале сопротивлении, а затем, по отходе соседней дивизии, и сильном натиске противника, своими спокойными и настойчивыми действиями совершенно очевидно способствовал успеху действий всего корпуса, заставив противника не только прекратить свой натиск, но и вынудив его к отступлению, последствием чего явилось занятие 5 августа гор. Сталюпенена. Кроме того генерал от артиллерии Булгаков, лично предводительствуя дивизией и находясь все время в сфере действительного огня, не только сдержал натиск противника, но обратил его в бегство и тем способствовал успеху армии 7 августа 1914 года в бою под гор. Гумбиненом.
6 декабря 1914 года произведен в генералы-от-артиллерии  за отличие в делах против неприятеля, с назначением командиром 20-го армейского корпуса. В феврале 1915 года корпус был окружен в Августовских лесах. После ожесточенных боев и многочисленных попыток прорвать окружение, 22 февраля 1915 года генерал Булгаков вместе со штабом корпуса сдался в плен. Был награждён орденом Белого Орла с мечами за героические попытки выйти из окружения. 12 марта 1915 года отчислен от должности за нахождением в плену. Содержался в лагере Бург в Германии. 3 августа 1918 года вернулся из плена в качестве инвалида с военно-санитарным поездом № 44. 8 августа 1918 года помещен в 217-й сводный эвакуационный госпиталь в Мценске. 6 сентября 1918 года выехал в Бельцы.
По окончании Гражданской войны проживал в Бессарабии. В 1940 году во время Присоединения Бессарабии к СССР был арестован. Умер в тюрьме вскоре после ареста. Был женат, имел трех дочерей и сына.

## Награды
- Орден Св. Станислава 3-й ст. с мечами и бантом (1879)
- Орден Св. Владимира 3-й ст. (1898)
- Орден Св. Станислава 1-й ст. (1905)
- Орден Св. Анны 1-й ст. (1910)
- Орден Св. Владимира 2-й ст. с мечами (ВП 16.11.1914)
- Орден Св. Георгия 4-й ст. (ВП 13.01.1915)
- Орден Белого Орла с мечами (ВП 26.02.1915)